# Nephrolepis altescandens
Nephrolepis altescandens là một loài dương xỉ trong họ Nephrolepidaceae. Loài này được Baker mô tả khoa học đầu tiên năm 1867.
Danh pháp khoa học của loài này chưa được làm sáng tỏ. 